# 阿德朗和勒瓦勒德比泰讷
阿德朗和勒瓦勒德比泰讷（法語：Adelans-et-le-Val-de-Bithaine，法語發音：[adlɑ̃ e lə val də bitɛn]）是法国上索恩省的一个市镇，属于吕尔区。该市镇于1993年由原市镇阿德朗（Adelans）和比泰讷和勒瓦勒（Bithaine-et-le-Val）合并而成。

## 地理
阿德朗和勒瓦勒德比泰讷（47°42'35"N, 6°23'52"E）面积17.3 平方千米，位于法国勃艮第-弗朗什-孔泰大區上索恩省，该省份为法国东部内陆省份，北起顺时针与孚日省、贝尔福地区省、杜省、汝拉省、科多尔省和上马恩省接壤。
与阿德朗和勒瓦勒德比泰讷接壤的市镇（或旧市镇、城区）包括：当伯努瓦莱科隆布、布昂莱吕尔、沙特内、沙特努瓦、拉克勒兹、热讷夫勒耶、热讷夫雷、凯尔。
阿德朗和勒瓦勒德比泰讷的时区为UTC+01:00、UTC+02:00（夏令时）。

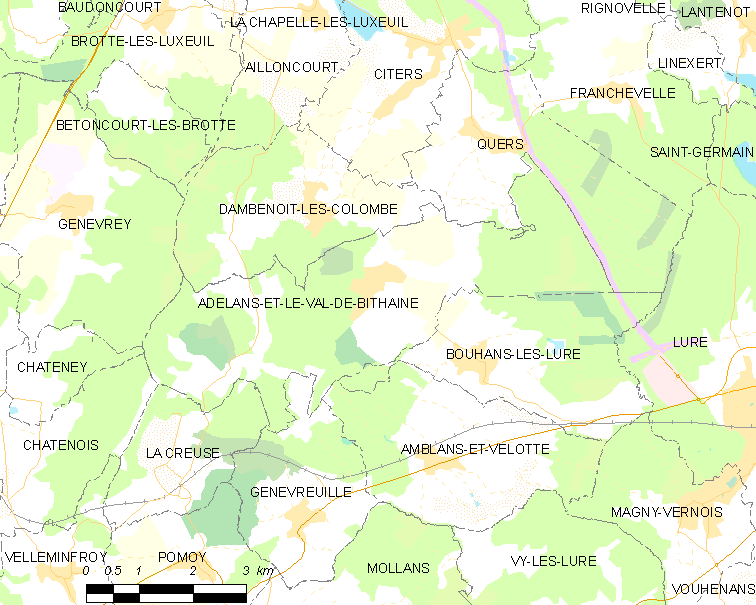
阿德朗和勒瓦勒德比泰讷的OSM定位图

## 行政
阿德朗和勒瓦勒德比泰讷的邮政编码为70200，INSEE市镇编码为70004。

## 政治
阿德朗和勒瓦勒德比泰讷所属的省级选区为吕尔第一县。

## 人口
阿德朗和勒瓦勒德比泰讷于2022年1月1日时的人口数量为313人。

1962-2008年间阿德朗和勒瓦勒德比泰讷人口变化图示